# Oskar Sembach
Oskar Sembach (* 3. Juli 1856 in Gräfenthal/Thüringen; † 22. März 1943 in Lauf an der Pegnitz) war Porzellantechniker, Entwickler der Formgebungstechnik Trockenpressen für den keramischen Rohstoff Steatit und Unternehmer.

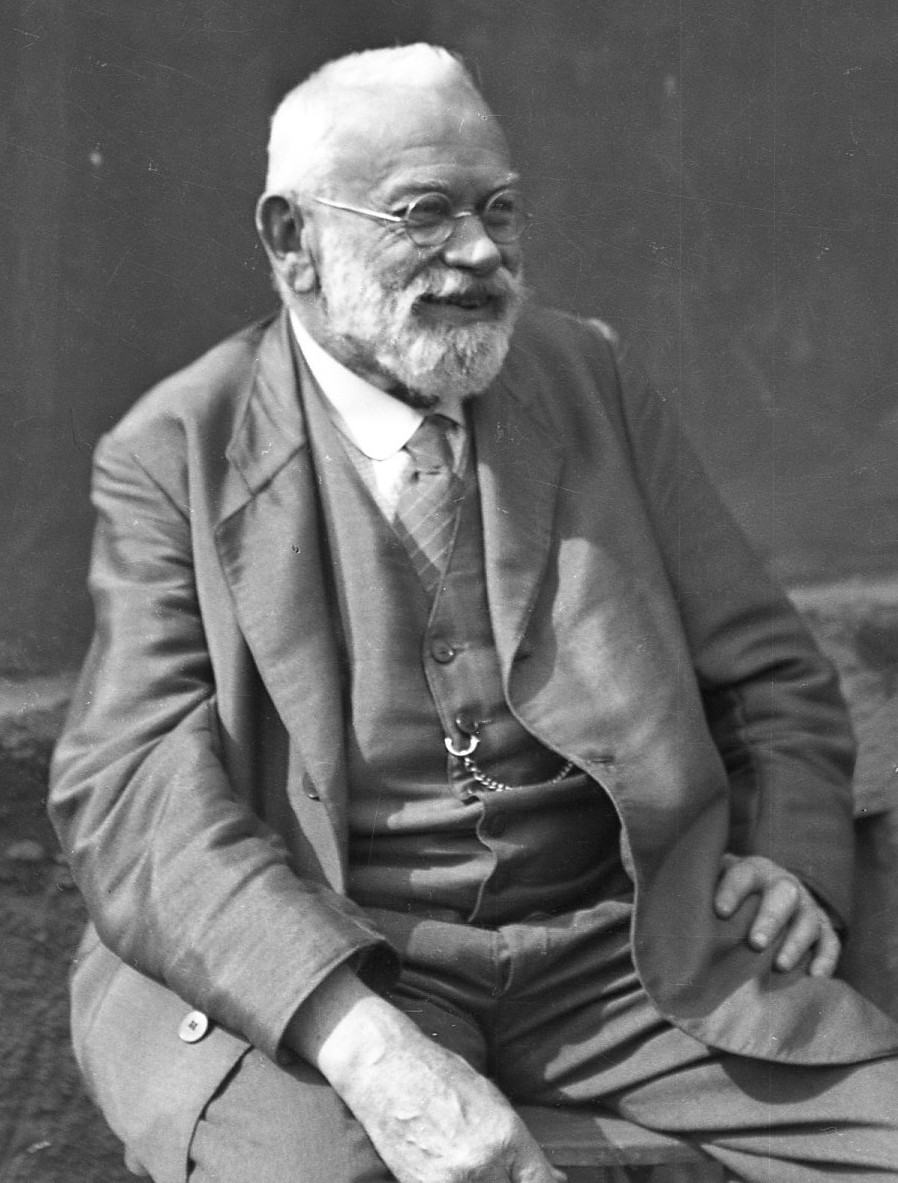
Oskar Sembach

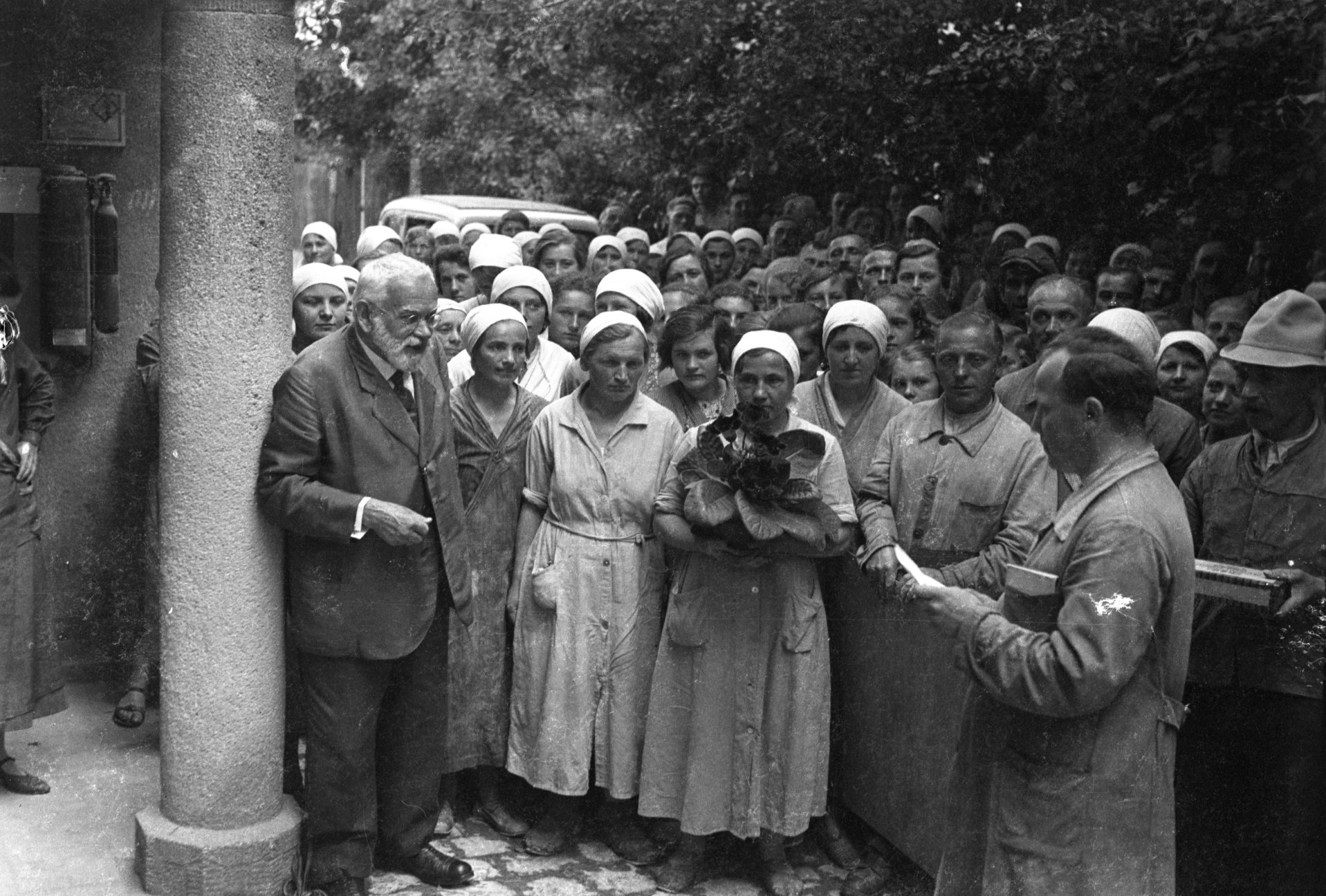
Belegschaft der Firma Sembach GmbH & Co. KG gratuliert zum 80. Geburtstag von Oskar Sembach

Er gründete gemeinsam mit seinem Betriebsleiter Peter Molzberger am 4. März 1904 die Firma „Speckstein Steatit GmbH“ in Lauf a. d. Pegnitz. Das Unternehmen entwickelte sich von einem kleinen Hersteller für Bauteile aus Steatit zu einem international tätigen Anbieter für Technische Keramik.

## Leben
Oskar Sembach wurde am 3. Juli 1856 in Gräfenthal/Thüringen geboren. Seine Eltern besaßen dort einen Gerberbetrieb. Nachdem er die Realschule in Saalfeld/Saale beendet hatte, erlernte Oskar Sembach das Gerberhandwerk im elterlichen Betrieb. 

1882 entschloss er sich zu einer Umschulung und wechselte damit in die Porzellan-Branche. In den darauf folgenden zehn Jahren arbeitete er für verschiedene Porzellanfirmen, sowohl in der Entwicklung als auch in der Fabrikation, zuletzt bei der Firma Krug in Lauf a. d. Pegnitz.
1902 trat Oskar Sembach in die Firma Stadelmann in Nürnberg ein. Zu seinem Aufgabengebiet gehörte die Verbesserung der Nasspresstechnik für Steatit-Massen, da deren Qualität zum damaligen Zeitpunkt den Ansprüchen nicht genügte.
1903 gelang Oskar Sembach der Versuch, mit getrockneter Steatit-Masse ein akzeptables Produkt zu erzeugen. Bei der Verarbeitung einer fast trocken gewordenen Masse zeigte sich, dass auch diese sich gut verpressen ließ. Die Brennproben ergaben ein glattes Produkt, das den gestellten Anforderungen entsprach. So gilt Oskar Sembach als Wegbereiter des Trockenpressverfahrens von Steatit.
Am 4. März 1904 gründete Oskar Sembach zusammen mit Peter Molzberger die Firma „Speckstein Steatit Gesellschaft m. b. H.“ in Lauf a. d. Pegnitz. Den Porzellantechniker Peter Molzberger kannte er bereits von seinem vorherigen Arbeitgeber Stadelmann.
Der erste Bau auf dem Firmengelände der Speckstein Steatit GmbH war ein einstöckiges Gebäude von acht Metern Breite und 16 Metern Länge. Der erste Brennofen hatte ein Fassungsvermögen von etwa einem halben Kubikmeter. Es wurde täglich einmal gebrannt. Bereits ein Jahr nach der Gründung geriet der vorhandene Brennofen an seine Grenzen und Sembach ließ einen größeren Ofen mit 1,3 Kubikmetern Inhalt bauen. Die Fertigung beschränkte sich anfangs hauptsächlich auf einfache Artikel, die aus reinem Pulver aus Speckstein ohne mineralische Zusätze hergestellt wurden und vorwiegend in der Gasglühlichtindustrie Verwendung fanden.
Die Expansion des elektrotechnischen Industriezweigs in Deutschland ermöglichte Sembach neue Absatzmärkte. Dafür musste das Unternehmen vollständig auf Steatit umstellen und 1905 seine Fabrikationsräume erweitern.
1907 verließ sein Partner Peter Molzberger das Unternehmen und gründete in Lauf einen neuen Betrieb zusammen mit dem Kaufmann Bernhard Döbrich: die Firma Döbrich & Molzberger. Diese Neugründung war eine von vielen, die aus der Speckstein Steatit GmbH hervorgingen und schließlich dazu führten, dass am Standort Lauf noch heute zahlreiche Keramik-Hersteller zu finden sind.
1926 kam sein Sohn Erhard Sembach in die Firma. Im Jahre 1936 wurde die Firma in eine Kommandit-Gesellschaft umgewandelt: Sembach GmbH & Co. KG. Während des Zweiten Weltkrieges geriet im Februar 1943 Erhard Sembach in Stalingrad in sowjetische Kriegsgefangenschaft und war offiziell den Heldentod gestorben. Am 22. März 1943 verstarb er im Alter von 86 Jahren. Insgesamt 39 Jahre stand er der Firma vor.
Als am 1. September 1949 Erhard Sembach nach Lauf zurückkehrte, übernahm er wieder die Geschäfte der Firma Sembach, die bis zur Währungsreform 1948 unter die Aufsicht eines Treuhänders gestellt wurde. 1957 trat Hartmut Sembach in die Firma ein sowie drei Jahre später Erdmann Sembach und Joachim Krentler. 1989 verließ Erhard Sembach nach 63 Jahren die Firma und starb ein Jahr später im Alter von 91 Jahren. Die heutige Sembach GmbH & Co. KG wird von Anna Sembach in 5. Generation geführt.

## Leistungen

### Formgebungsverfahren
Der Vormarsch der Elektrotechnik Anfang des vergangenen Jahrhunderts brachte für die Keramikhersteller einen völlig neuen Fabrikationszweig mit sich: die Herstellung von Isolierteilen. Für die Formgebung der Isolierteile mussten sie die in der Porzellanindustrie übliche Nasspressung aus Stahlmatrizen anwenden. Doch die Qualität des nassgepressten Steatits entsprach nicht den Anforderungen der Industrie. Die Oberfläche war ziemlich rau und uneben und die Maßhaltigkeit war schlecht. Diese Mängel zu beseitigen, betrachtete Oskar Sembach als seine Hauptaufgabe. Während der tagelangen Versuche zur Verarbeitung fast trocken gewordener Steatit-Masse stellte er fest, dass diese auch im trockenen Zustand verpresst werden kann. Die Brennproben ergaben ein schönes, glattes Produkt, das den gestellten Anforderungen weitgehend entsprach und dem der Konkurrenz in nichts nachstand. So war Oskar Sembach 1903 der erste Porzellanfachmann, der zur Herstellung von Keramikteilen das Trockenpressen einsetzte – ein aus heutiger Sicht grundlegendes Formgebungsverfahren für Technische Keramik.

### Stadtentwicklung
Was auf 128 Quadratmetern mit einem Kapital von 20.000 Mark begann, ist nicht nur die Geschichte der Unternehmerfamilie Sembach, sondern markiert gleichzeitig den Anfang der gesamten technisch-keramischen Industrie in Lauf a. d. Pegnitz. 

Bereits im Mittelalter hatte man die Wasserkraft der Pegnitz zum Betrieb zahlreicher Wasserräder genutzt. Ab 1275 sind Mühlen- und Hammerwerke überliefert. Diese Betriebe zeigten bereits vorindustrielle Formen. Zahlreiche Arbeiter fanden hier lohnende Beschäftigung.

Während der Industrialisierung hatte Lauf aufgrund der vorhandenen Arbeitskräfte einen entscheidenden Standortvorteil. Dies führte unter anderem zur Ansiedlung der Ofenfabrik Georg Bankel und der Porzellanfabrik Fritz Krug. Es waren in Lauf bereits Porzellanfachleute tätig, als Oskar Sembach seine Firma gründete und noch weitere Unternehmen aus der Branche hinzukamen. 1907 gründete der Partner Oskar Sembachs, Peter Molzberger, ein neues Unternehmen in Lauf. Diese Neugründung war eine von vielen, die aus der Speckstein Steatit GmbH hervorgingen.

Die Stadt entwickelte sich im Laufe der Jahre zu einer kleinen Industriestadt und avancierte in den 1960er Jahren zum Mittelpunkt der westdeutschen Steatitindustrie. Noch heute herrscht in Lauf eine bundesweit einmalige Konzentration an Unternehmen, die sich mit der Produktion Technischer Keramik befassen. Es werden heute in vier Laufer Keramik-Unternehmen etwa 1.000 Arbeitskräfte beschäftigt.

## Namensgeber

### Straßen in Lauf a. d. Pegnitz
In Anerkennung seiner Leistungen für die Stadt Lauf wurde Oskar Sembach 1958 erstmals zum Namensgeber einer Straße: die Dehm-Straße bekam den neuen Namen Oskar-Sembach-Straße. Dort hat auch die Sembach GmbH & Co. KG ihren Firmensitz.
2009 entschied sich die Stadt Lauf erneut dazu, einer Straße den Namen ihres achtbaren Bürgers zu geben. Der Oskar-Sembach-Ring leitet als eine der beiden Hauptstraßen durch das neu entstandene Gewerbegebiet am westlichen Rand der Stadt.

### Oskar-Sembach-Realschule
Während der Feierlichkeiten zum 50-jährigen Bestehen der Realschule am 25. April 2005 bekam die staatliche Realschule in Lauf den Namen Oskar-Sembach-Realschule verliehen. Die Schule wollte mit der Namensgebung die Bindung zur Wirtschaft und zur Stadt Lauf verdeutlichen und entschied sich für das Unternehmen Sembach.